# ایتوهیمه
ایتو هیمه (به ژاپنی: 糸姫) (تولد ۱۵۷۱ - مرگ ۸ نوامبر ۱۶۴۵) یک زن در دوره آزوچی-مومویاما و اوایل دوره ادو بود. وی دختر هاچیسوکا ماساکاتسو بود و به فرزندخواندگی تویوتومی هیده‌یوشی درآمد. وی در سال ۱۵۸۴ همسر اصلی نخستین فرماندار قلمروی فوکوئوکا، کورودا ناگاماسا شد و فرزند دختری را به دنیا آورد. قبل از نبرد سکیگاهارا از شوهرش جدا شد و ناگاماسا که به دلایل سیاسی به توکوگاوا ایه‌یاسو تمایل داشت بعد از طلاق دادن وی در سال ۱۶۰۰ با ای هیمه ناخواهری ایه‌یاسو ازدواج کرد.